# セバスティアン・ラーション
セバスティアン・ベネト・ウルフ・ラーション（Sebastian "Seb" Bengt Ulf Larsson, 1985年6月6日 - ）は、スウェーデン・エシルストゥーナ出身の元同国代表サッカー選手。現役時代のポジションはミッドフィールダー。
地元のクラブでキャリアを始め、アーセナルと契約を結んだ。2006-07シーズンにローンでバーミンガム・シティに加入し、2007年の夏に完全移籍をした。5年を過ごしたバーミンガムでは2度の昇格と降格を経験し、降格後のシーズンを終えた2011年7月1日、サンダーランドと契約を結んだ。ラーションはプレイスキックのスペシャリストとして知られている。

## クラブ経歴

### アーセナル
ラーションはエシルストゥーナで生まれ、地元のクラブである、エシルストゥーナ・シティでサッカー選手としてのキャリアをスタートし、IFKエシルストゥーナでもプレイをした。ラーションのプレイを見たアーセナルのスカウトの誘いにより、16歳の時にアーセナルに加入した。パナシナイコス戦でベンチ入りを果たし、2004年10月27日に行われたリーグカップのマンチェスター・シティ戦でトップチームデビューを果たした。その試合では左サイドバックとしてプレイをした。

### バーミンガム・シティ
2006年8月、完全移籍のオプションが付いたローンにより、バーミンガム・シティに加入した。ラーションはシーズン始めのクリスタル・パレス戦、シュルーズベリー・タウン戦で決勝ゴールを挙げるなど、すぐにインパクトを残した。FAカップのニューカッスル・ユナイテッド戦では2ゴールを決め、2007年1月末、100万ポンドの移籍金により完全移籍することが決まり、バーミンガムと4年間の契約を結んだ。2007年4月のシェフィールド・ウェンズデイ戦では、ハーフウェイラインからドリブルで持ち込み、クラブのゴール・オブ・ザ・シーズンとなるゴールを決めた。
2006-07シーズンは主に右ウイングで出場していたが、チーム事情によりサイドバックで出場することもあった。しかしながら、2007-08シーズンのマン・オブ・ザ・マッチに選出された、ボルトン・ワンダラーズ戦の活躍などにより、中盤の右サイドが最適なポジションであると認識されるに至った。
新たに監督に就任した、アレックス・マクリーシュによりスターティングメンバ―に復帰した2007年12月のトッテナム・ホットスパー戦ではゴールを決め、クラブにプレミアリーグでのシーズンアウェイ初勝利をもたらした。ラーションが決めたリーグ戦の6ゴールの半分は直接フリーキックによるものであり、その内の2ゴールは、トッテナム・ホットスパー戦、ポーツマス戦と2試合連続で決めたゴールである。リヴァプール戦では27mの距離からフリーキックからゴールを挙げた。シーズンの4週を残してクラブを降格から救うことは出来なかったが、オプタ・スポーツの統計は、ラーションをプレミアリーグで最も正確な直接フリーキックを蹴る選手であると評価をした。

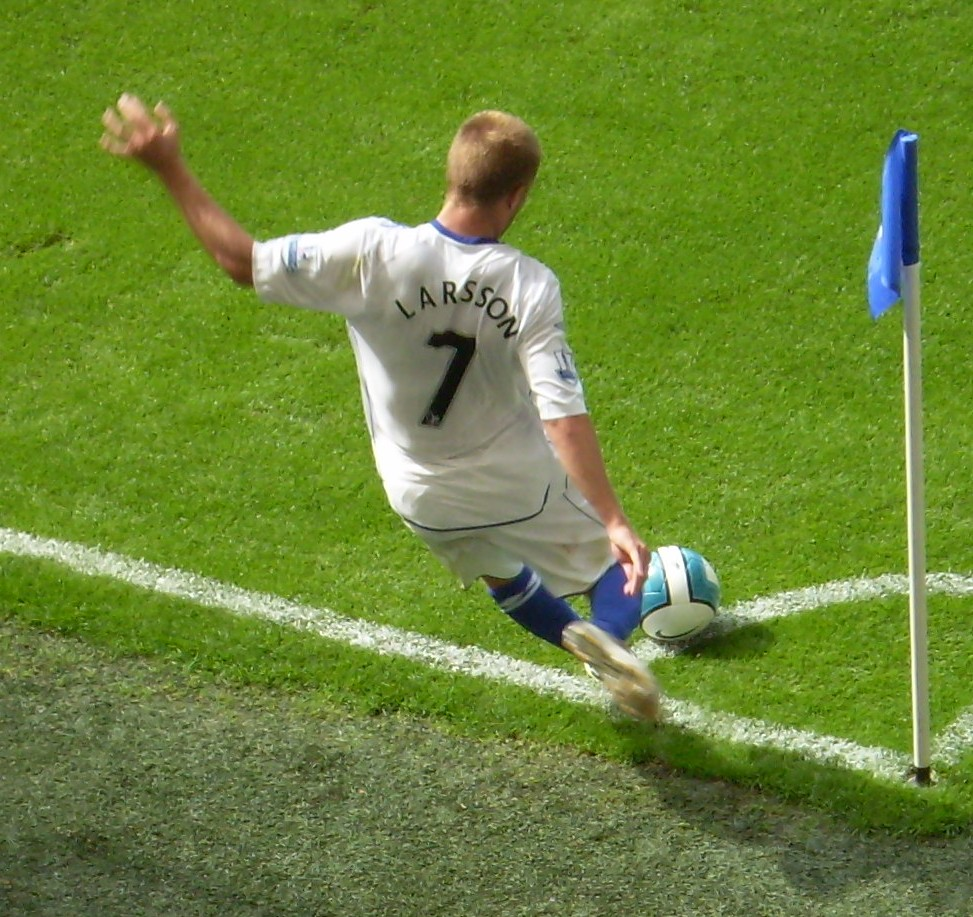
コーナーキックを蹴るラーション（2007年）

2010-11シーズンの開幕戦であるスタジアム・オブ・ライトで行われたサンダランド戦ではバーミンガムの2ゴールをアシストし、アウェイで勝ち点を得ることに貢献し、ホーム開幕戦となった、ブラックバーン・ローヴァーズ戦ではクレイグ・ガードナーのゴールをアシストし、2-1の勝利に貢献した。2007年11月に行われたアウェイのフラム戦で、アレクサンドル・フレブのアシストからシーズン初ゴールを記録した。バーミンガムはそのシーズンリーグカップの決勝に進出し、準々決勝のライバルクラブであるアストン・ヴィラ戦ではチームの1点目をPKから記録した。シーズン末で契約が切れることになっていたため、1月の移籍市場ではニューカッスル・ユナイテッドと交渉を行ったが、条件面で合意に達しなかった。アーセナルとのリーグカップ決勝ではラーションはフル出場をし、クラブの1963年以来となるリーグカップ獲得に貢献した。『デイリー・メール』は、1988年のFAカップ決勝でウィンブルドンのリヴァプールに対する勝利以来最大の番狂わせであると報じた。2011年4月20日に行われた、チェルシー戦でクラブ通算200試合出場を達成し、PKからゴールを決めたが1-3で敗れた。

### サンダーランド

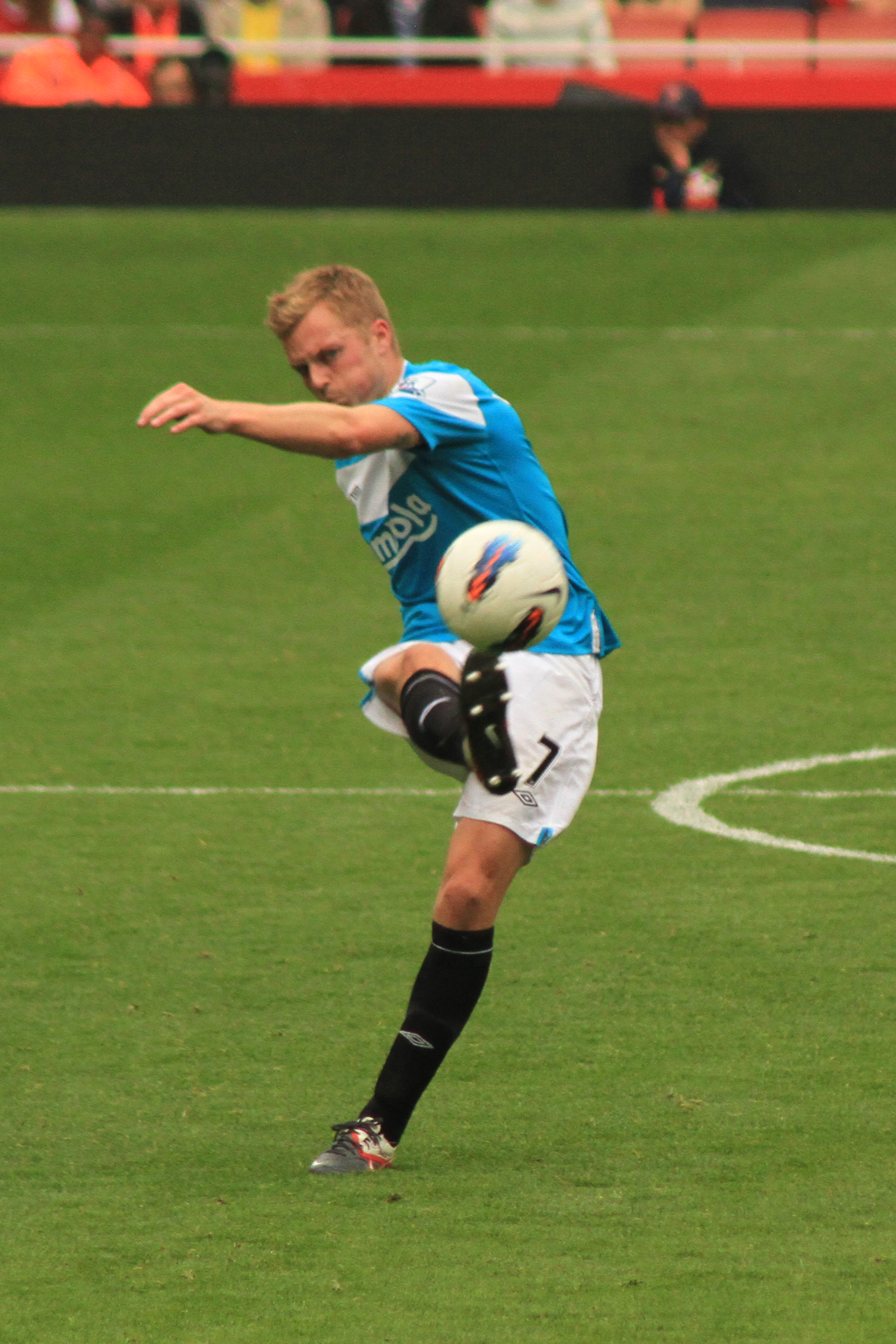
アーセナル戦でフリーキックを蹴るラーション

バーミンガムの降格を受け、2011年6月22日、ボスマン・ルールにより、7月1日より自由移籍で加入することが発表された。サンダーランドの監督はバーミンガムで監督を務めていたスティーヴ・ブルースであった。シーズン2戦目となったアンフィールドでのリヴァプール戦でデビューを飾り、ボレーシュートでゴールも決めた。
ストーク・シティ戦、その１ヶ月後に行われた、アーセナル戦でフリーキックからゴールを決め、試合後にアーセナルの監督を務める、アーセン・ベンゲルは、「おそらくリーグで一番のフリーキッカーだろう。」と、述べた。
2011年11月26日に行われたブルースにとってブラック・キャッツで最後の試合となった、ウィガン・アスレティック戦では先制ゴールを挙げたが、チームは1-2で敗れた。マーティン・オニール新監督の初陣となった、ブラックバーン・ローヴァーズ戦では終了間際にフリーキックからゴールを決め、2-1の勝利に貢献した。

### ハル・シティ
2017年8月、ハル・シティAFCへ完全移籍。

### AIKソルナ
2018年6月11日、母国スウェーデンのAIKソルナにフリーで加入した。加入1シーズン目にはアルスヴェンスカン優勝を経験するなど充実したシーズンを送り、2022シーズン終了後に現役を引退した。

## 代表経歴

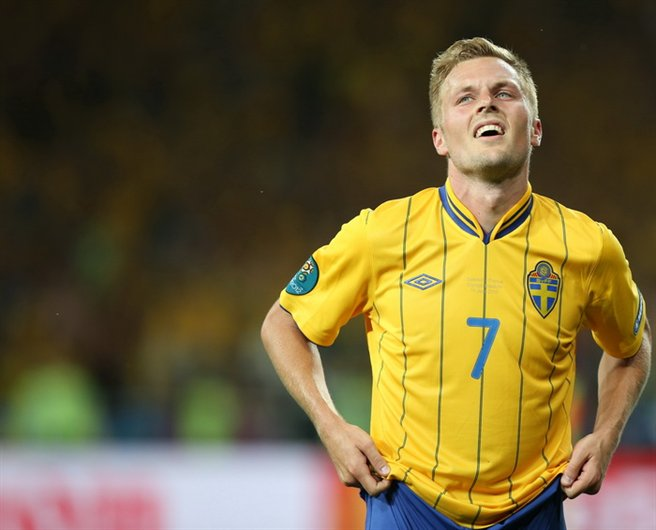
ユーロ2012でプレイするラーション

A代表に初めて招集されたのは2007年10月に行われた、EURO 2008予選のリヒテンシュタイン代表戦と北アイルランド代表戦に向けてのメンバーであったが、リヒテンシュタイン代表戦では出場機会がなく、北アイルランド代表戦ではベンチ入りメンバーを外れた。代表デビューとなったのは2008年2月に行われた、トルコ代表との親善試合であり、フル出場を果たした。EURO 2008のメンバーにも選出され、以来代表チームのレギュラーに定着した。
EURO 2012予選のモルドバ代表戦で初ゴール記録し、EURO 2012予選では通算3ゴールを挙げた。
EURO 2012のメンバーに選出され、グループリーグ3試合すべてにスターティングメンバ―として出場し、2戦目のフランス代表ではゴールを挙げ、2-0の勝利に貢献したが、チームは決勝トーナメントに進むことは出来なかった。
2021年にはUEFA EURO 2020に出場し、全4試合に出場したが、ベスト16でウクライナ代表に敗れた。同大会終了後、代表からの引退を発表した。A代表通算133試合10得点。

## 代表歴

### 出場大会
- スウェーデン代表
  - 2018 FIFAワールドカップ

### 試合数
- 国際Aマッチ 133試合10得点（2008年-2021年）[37]

| スウェーデン代表 | 国際Aマッチ | 国際Aマッチ |
| 年               | 出場        | 得点        |
| ---------------- | ----------- | ----------- |
| 2008             | 9           | 0           |
| 2009             | 10          | 0           |
| 2010             | 8           | 0           |
| 2011             | 11          | 3           |
| 2012             | 12          | 3           |
| 2013             | 12          | 0           |
| 2014             | 8           | 0           |
| 2015             | 10          | 0           |
| 2016             | 7           | 0           |
| 2017             | 9           | 0           |
| 2018             | 13          | 0           |
| 2019             | 9           | 2           |
| 2020             | 7           | 0           |
| 2021             | 8           | 2           |
| 通算             | 133         | 10          |

## タイトル

### クラブ
バーミンガム・シティ
- フットボールリーグカップ : 1回 (2010-11)

AIK
- アルスヴェンスカン : 1回 (2018)

### 個人
- バーミンガム・シティFCシーズンMVP : 1回 (2007-08)
- サンダーランドAFCシーズンMVP : 1回 (2014-15)